# Sztorm na morzu (obraz Joosa de Mompera)
Sztorm na morzu (niderl. Storm op zee) – obraz olejny namalowany przez flamandzkiego malarza Joosa de Mompera między 1610 a 1615 rokiem, znajdujący się w zbiorach Muzeum Historii Sztuki w Wiedniu.

## Opis
Przez wiele lat uważano, iż autorem dzieła był Pieter Bruegel, który miałby wykonać obraz w 1568 roku. Miało to być jego ostatnie dzieło, niedokończone. Wielokrotnie było przyrównywane do wcześniejszego o dziesięć lat obrazu pod tytułem Widok Neapolu. 
Sztorm na morzu, jak sama nazwa wskazuje, ukazuje szalejące fale miotające okrętami. Podobne ujęcie siły żywiołu Bruegel ukazał w Pochmurnym dniu. Malarz ukazuje bezradność człowieka wobec sił natury. Jego starania ocalenia życia są mizerną próbą: z jednego statku wyrzucono baryłkę by rozproszyć uwagę gigantycznego wieloryba, a na drugim okręcie załoga wylewa olej za burtę by uspokoić morze. Baryłki unoszące się na falach interpretuje się podobnie jak łupiny orzechów w obrazie Dwie małpy; ludzie zajmują się czymś nieistotnym zamiast martwić się tym co naprawdę ważne.
Według innej interpretacji dzieło miało być parabolą do wydarzeń politycznych związanych z próbą wyzwolenia Niderlandów spod okupacji Hiszpanów przez księcia Wilhelma w 1568 roku, która zakończyła się klęską.